# Juan de Quesada
Juan de Quesada y Déniz (Las Palmas de Gran Canaria, 1857-Madrid, 1919) fue un periodista y político español.

## Biografía
Periodista canario nacido en Las Palmas el 23 de julio de 1857. Colaborador en el mundo periodístico del marqués de Riscal, fue redactor del periódico madrileño El Día desde su fundación, además de su director desde 1884 a 1897. Fue nombrado hijo adoptivo de Gáldar en 1897. Quesada, rival político de Fernando León y Castillo, intentó en varias ocasiones obtener un escaño al Congreso por Canarias, de forma infructuosa. Falleció el 6 de enero de 1919 en Madrid.